# پرچم توگو
پرچم توگو در تاریخ ۲۷ آوریل ۱۹۶۰ که کشور توگو استقلال خود را به‌دست آورد پذیرفته شد. این پرچم توسط آهیی پل، هنرمند توگویی طراحی شده و شامل پنج نوار افقی هم‌اندازه به‌رنگ‌های از بالا به پایین سبز، زرد، سبز، زرد و سبز در پس‌زمینه و یک بلوک قرمز حاوی ستاره‌ای سفید و پنج‌پر در سمت چپ بالای پرچم است.

## معناشناسی پرچم
- پنج نوار افقی نشانگر پنج ناحیهٔ مختلف در توگوست[۳] و در عین‌حال تداعی‌گر ۵ انگشت یک دست و نشانهٔ در کنارهم بودن و اتحاد برای انجام کارهاست.[۲]
- رنگ قرمز نشانگر وفاداری و میهن‌دوستی مردم توگو[۳] و نماد خون‌هایی است که در راه استقلال کشور ریخته شده و خون‌هایی که برای حفظ تمامیت ارضی آن در برابر تمام متجاوزان ریخته خواهد شد.[۲]
- سبز نشانگر امید، باروری و کشاورزی است[۳] و نوید زندگی بهتر و طلوع عصری جدید را به توگویی‌هایی که تحت استعمار بودند را می‌دهد.[۲]
- زرد نشانگر ثروت معادن[۳] و اتحاد ملی است.[۲]
- سفید نشانگر صلح، خرد، وقار و روشنایی است.[۲]
- ستارهٔ پنج‌پر نماد زندگی و بیرون آمدن ستارهٔ سفید از درون قرمزی خون نشانگر آزادی است[۲] و استقلال کشور توگوست.[۳]

## پرچم‌های پیشین توگو

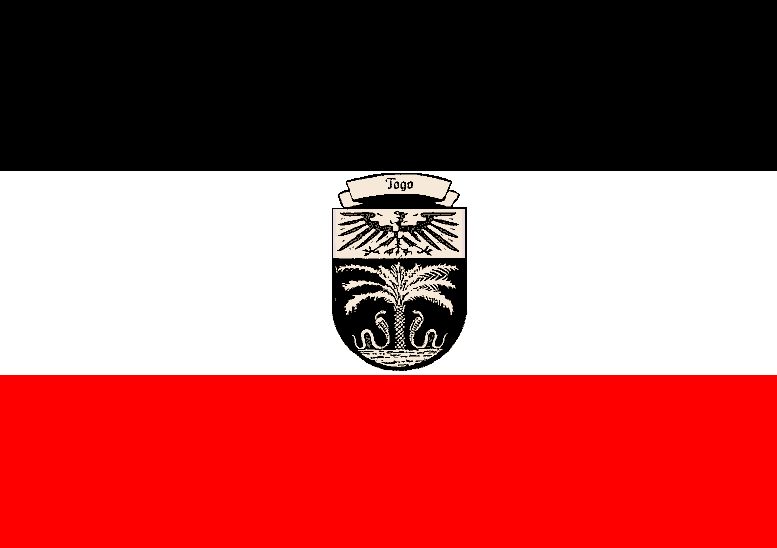
پرچم توگو در زمان استعمار آلمان
پرچم توگو از ۱۹۵۷ تا ۱۹۵۸
پرچم توگو از ۱۹۵۸ تا ۱۹۶۰